# پلزنت‌ولی (میزوری)
پلزنت‌ولی (به انگلیسی: Pleasant Valley) یک منطقهٔ مسکونی در ایالات متحده آمریکا است که در شهرستان کلی، میزوری واقع شده‌است. پلزنت‌ولی ۳٫۱۹ کیلومتر مربع مساحت و ۲٬۹۶۱ نفر جمعیت دارد و ۲۳۵ متر بالاتر از سطح دریا واقع شده‌است.